# كيوانو
كيوانو أو الخيار المُقرن الأفريقي (باللاتينية: Cucumis metuliferus) فاكهة من فصيلة البطيخ، كانت تزرع في الأساس في أفريقيا، صفراء من الخارج ومليئة بالنتوءآت، ومن الداخل تتميز بلون أخضر وبذور متراصفة كما في الخيار. وبالنسبة للطعم فبالإمكان تشبيه الطعم بدرجة مُخففة من الموز غير الناضج.
كيوانو تُعتبر من الأطعمة النباتية التقليدية في أفريقيا، وهي قادرة على تحسِين التَغذية والأمّن الغِذائي، وتعزيز التنمية الريفيّة ودَعمّ الاستخدام المُستدام للأراضي. وهي واحدة من المصادر القليلة للمياه خلال موسم الجفاف في صحراء كالاهاري. في شمال زيمبابوي غاكا، وتُستخدم في المقام الأول كوجبة خفيفة أو سلطة، ونادراً للزينة. ويمكن أن تؤكل في أي مراحل النضوج، ولكن عندما تنضّج بشكل كامل سوف تنفجر بقوة لإطلاق البذور.

## الإنتشار
نبات الكيوانو ينتشر بشكل شائع في أفريقيا جنوب الصحراء، كما تنمو في كاليفورنيا، مسيسيبي، تشيلي، أستراليا، نيوزيلندا، كما أنه ينبت في اليمن وله أسماء مختلفة من محافظة إلى أخرى، فمثلا في محافظة تعز يسمونه الحمك، وعادة ما يأكله الناس وهو ثمار صغيرة قبل أن تصل إلى اللون الأصفر حيث يصبح طعمه مرا وغير مستساغ

## الإنبات
تنضُج بذور الكيوانو على درجات حرارة بين (20 - 35 درجة مئوية). يتوقف النمو عند درجات حرارة أقل من 12° وأعلى من 35°. لذلك يبدأ زراعة البذور بفصل الربيع عند بداية ارتفاع الحرارة فوق 15°.

## معرض صور

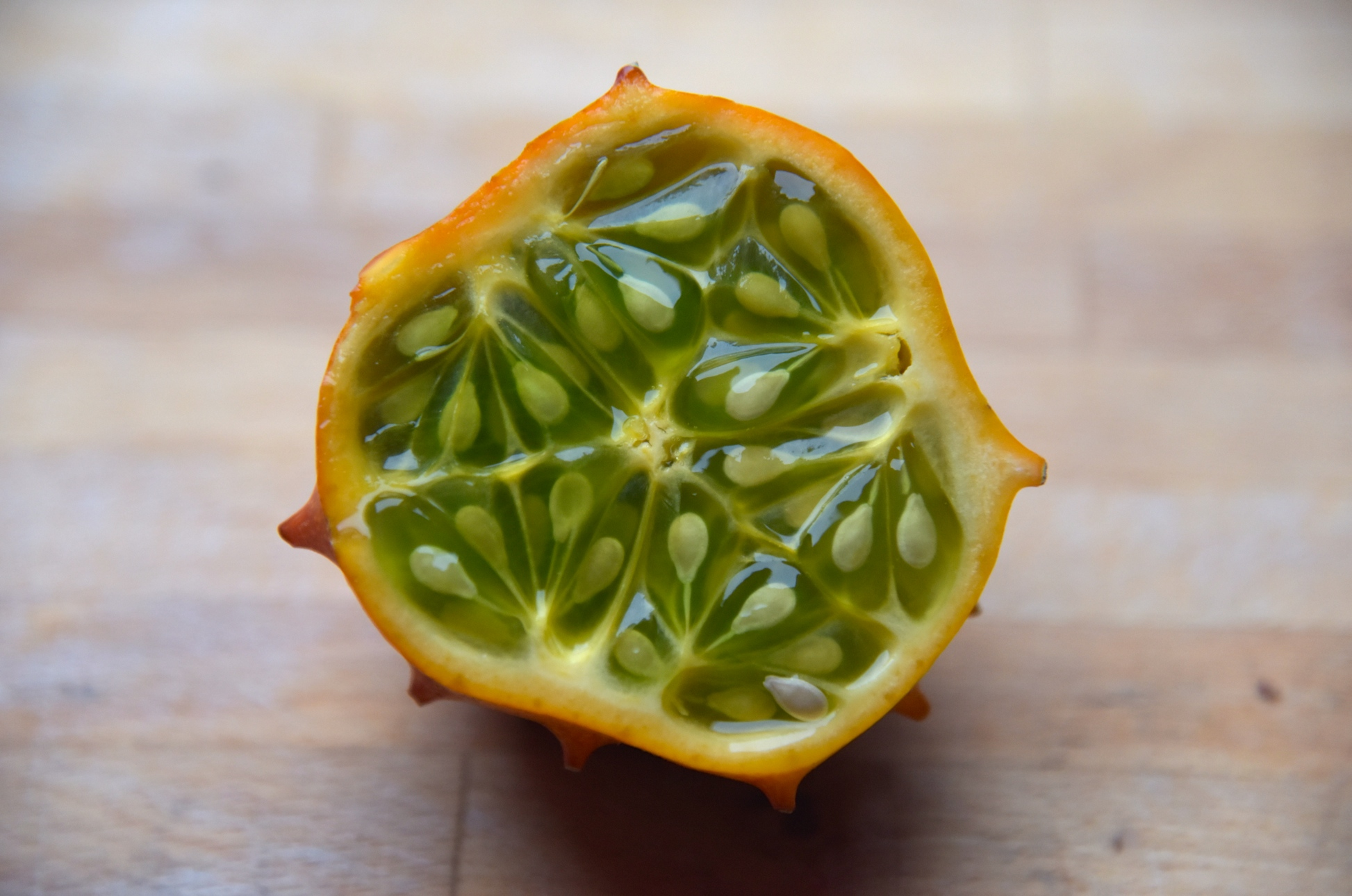
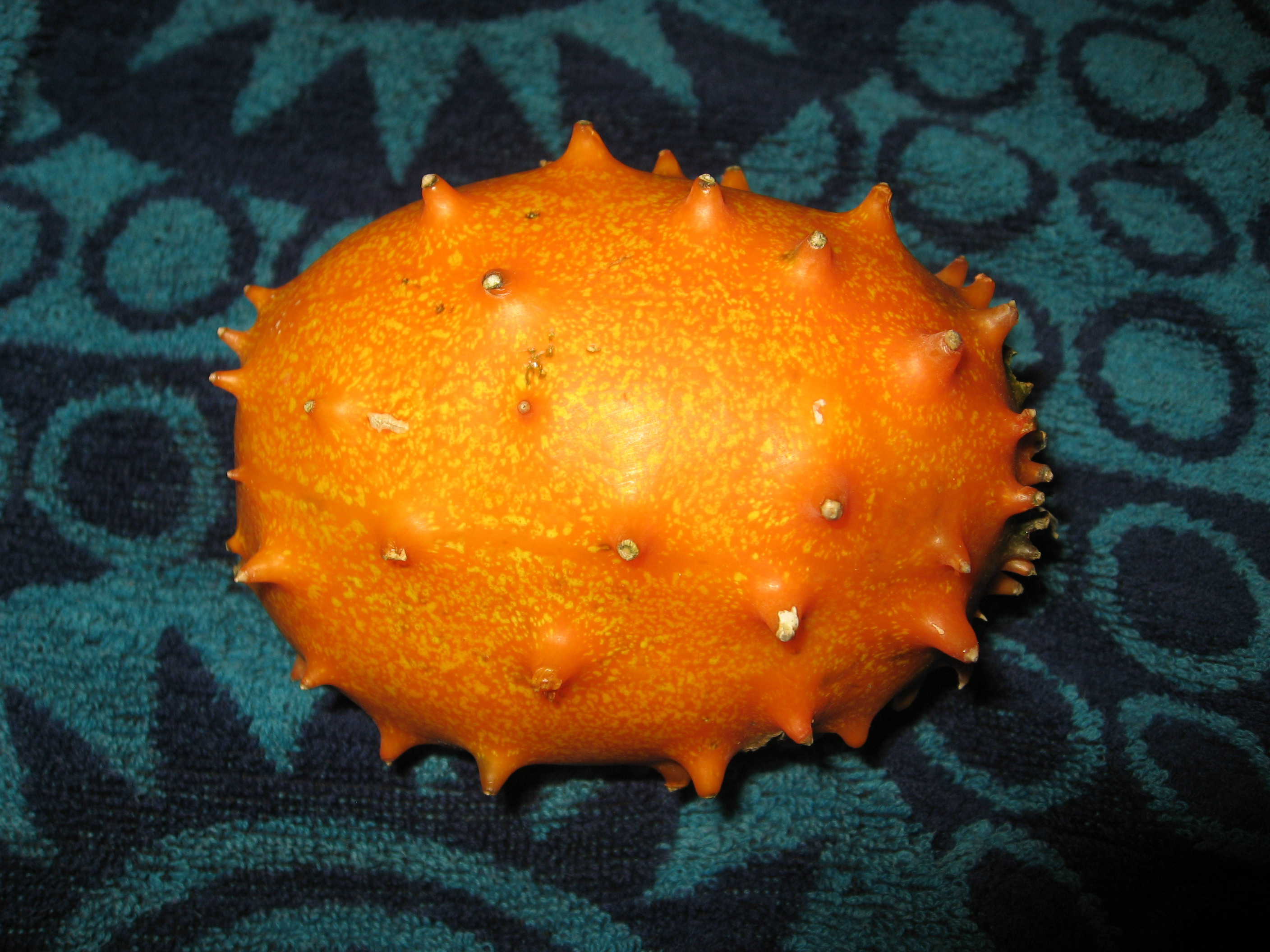
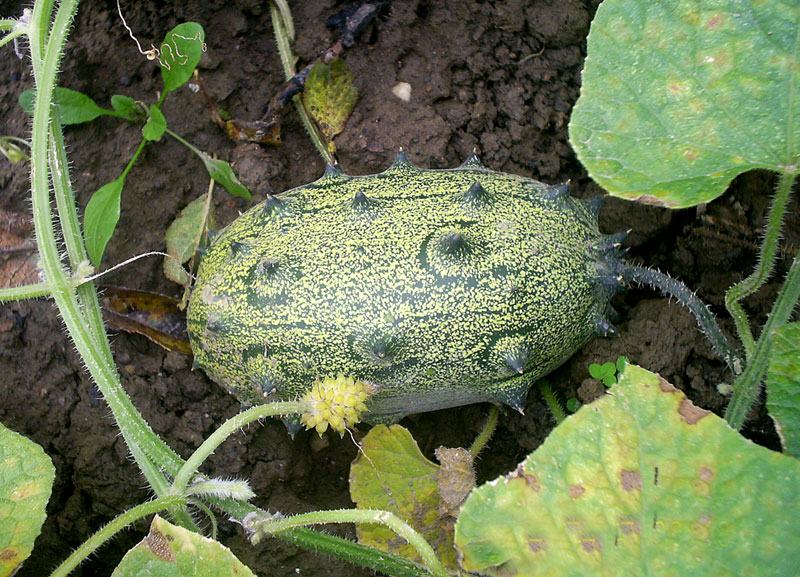
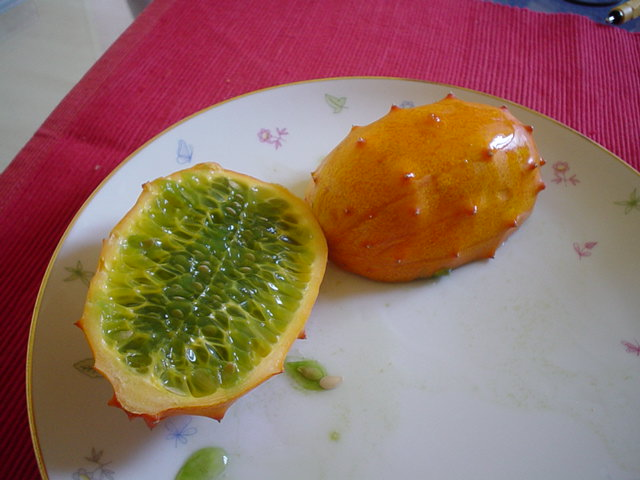
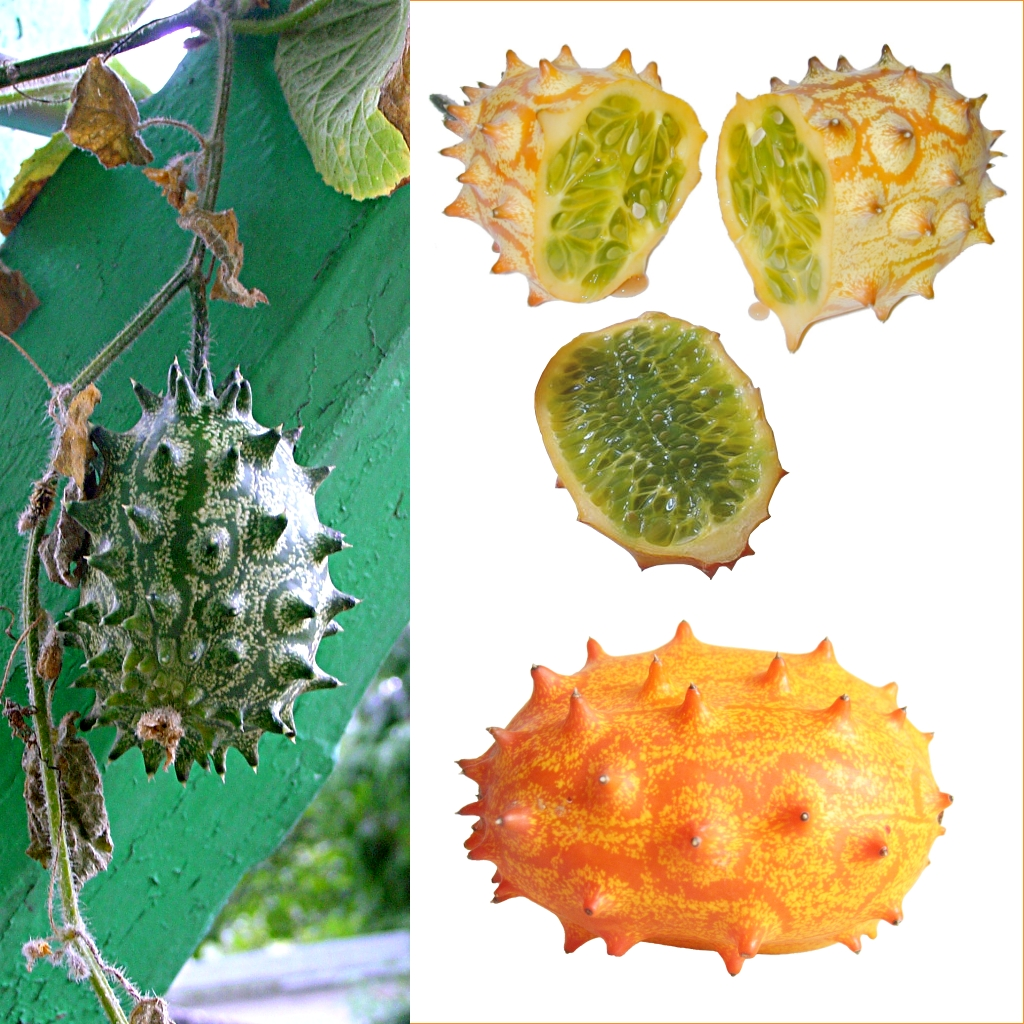
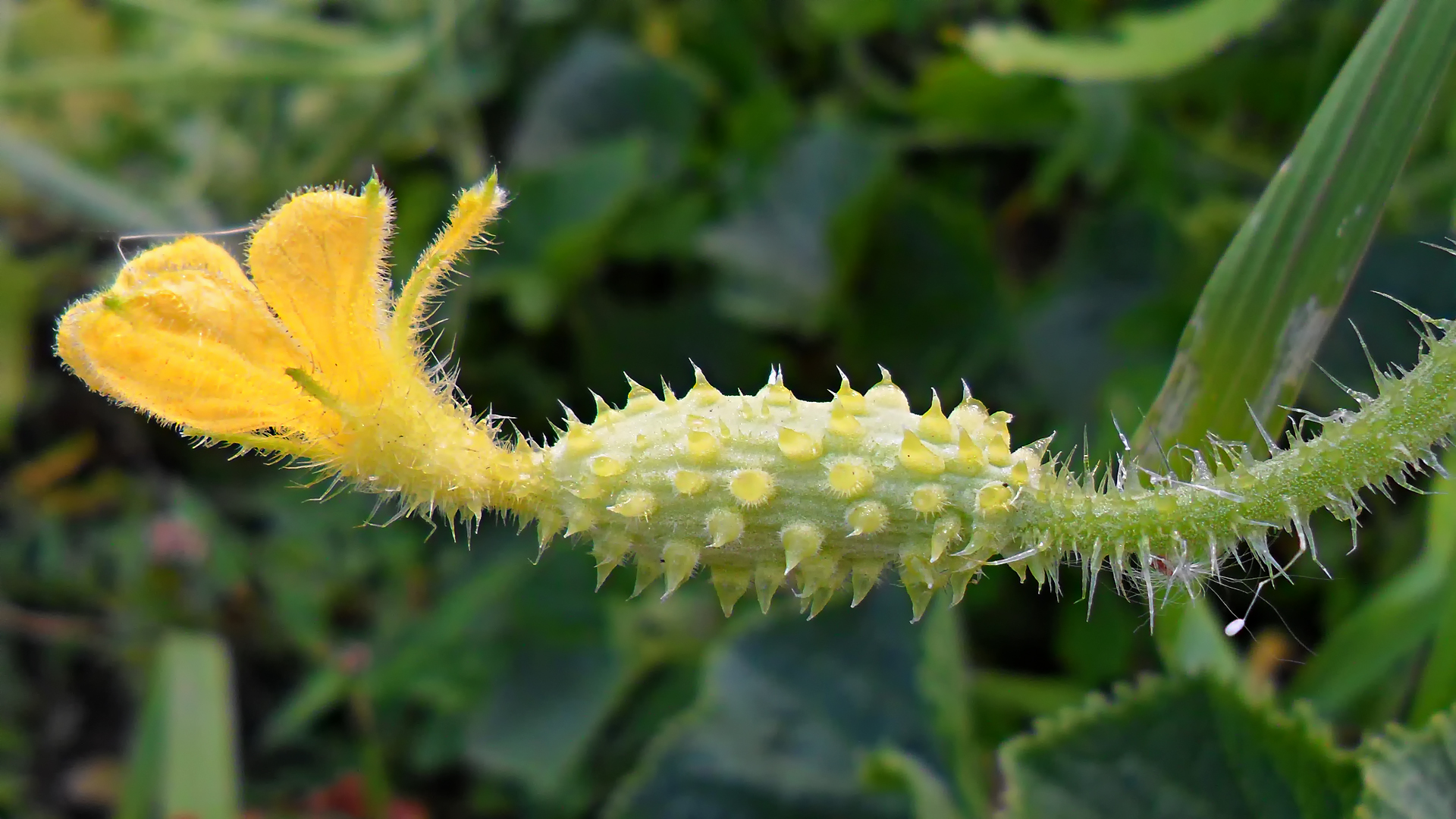